# Óleo
Óleo är en kommun i Brasilien.   Den ligger i delstaten São Paulo, i den södra delen av landet, 800 km söder om huvudstaden Brasília. Antalet invånare är 2 673. Arean är 198 kvadratkilometer.
Terrängen i Óleo är platt.
Omgivningarna runt Óleo är huvudsakligen savann. Runt Óleo är det glesbefolkat, med 17 invånare per kvadratkilometer.